# Ivan Perrillat Boiteux
Ivan Perrillat Boiteux (n. 28 decembrie 1985, Annecy⁠(d), Rhône-Alpes, Franța) este un schior de fond ce a reprezentat Franța, medaliat olimpic. A participat la o ediție a Jocurilor Olimpice (2014) în care a câștigat o medalie de bronz.